# الخربة (الحد)

تعديل مصدري - تعديل

الخربة هي إحدى قرى عزلة الحد بمديرية الحد التابعة لمحافظة لحج، بلغ تعداد سكانها 860 نسمة حسب تعداد اليمن لعام 2004.